# The Move
The Move was een van de leidende Britse rockbands van de jaren 60 van de twintigste eeuw. De band scoorde negen Top 20-hitsingles in het Verenigd Koninkrijk in vijf jaar, behaalde geen succes in de Verenigde Staten en scoorde met Flowers In The Rain in Nederland op 5. Drie andere singles bereikten in Nederland de hitparade.
Hoewel bassist-zanger Chris "Ace" Kefford de oorspronkelijke leider was, is The Move voor het grootste deel van hun carrière geleid door gitarist, zanger en songwriter Roy Wood. Hij schreef alle Britse singles van de groep en zong vanaf 1968 de leadzang op veel nummers, hoewel Carl Wayne tot 1970 de belangrijkste leadzanger was. Oorspronkelijk had de band vier zangers (Wayne, Wood, Trevor Burton en Kefford).
The Move ontstond uit een aantal bands uit Birmingham, waaronder Carl Wayne and the Vikings, the Nightriders en the Mayfair Set. De originele bezetting in 1965 bestond uit Wood, drummer Bev Bevan, bassist Kefford, zanger Carl Wayne en gitarist Burton. In 1971 had de band een kleine hit in Nederland in de onderste regionen van de Top40 met de single Tonight waarop ex-Beatle George Harrison als sessie-muzikant meespeelde op sitar en elektrische gitaar. De uiteindelijke bezetting in 1972 bestond uit het trio Wood, Bevan en Jeff Lynne, die de groep omvormden tot het Electric Light Orchestra. In de periode 2007-2014 traden Bevan en Burton op als 'The Move featuring Bev Bevan and Trevor Burton'. Op 29 september 2007 traden ze op het festival Beatnight in Horst (Limburg).

## Discografie

### Studioalbums
| Jaar | Naam                     |
| ---- | ------------------------ |
| 1968 | The Move                 |
| 1970 | - Shazam - Looking On    |
| 1971 | Message from the Country |

### Extended play
| Jaar | Album                        |
| ---- | ---------------------------- |
| 1968 | Something Else from The Move |

### Singles
| Jaar | Naam                                               |
| ---- | -------------------------------------------------- |
| 1966 | - Night of fear                                    |
| 1967 | - I can hear the grass grow - Flowers in the rain  |
| 1968 | - Fire brigade - Wild tiger woman - Blackberry way |
| 1969 | - Curly                                            |
| 1970 | - Brontosaurus - When Alice comes back to the farm |
| 1971 | - Ella James - Tonight - Chinatown                 |
| 1972 | - California man - Do ya                           |

### NPO Radio 2 Top 2000
| Nummers met noteringen in de NPO Radio 2 Top 2000 | '99  | '00  | '01  | '02  | '03  | '04  |
| ------------------------------------------------- | ---- | ---- | ---- | ---- | ---- | ---- |
| Blackberry Way                                    | 1905 | 1589 | 1857 | 1960 | 1999 | -    |
| Fire brigade                                      | -    | 1962 | -    | -    | -    | -    |
| Flowers in the rain                               | 1902 | 1768 | 1849 | -    | -    | 1969 |
| I can hear the grass grow                         | -    | 1990 | -    | -    | -    | -    |

1. ↑  Een '-' betekent dat het nummer niet was genoteerd en een vetgedrukt getal geeft de hoogste notering van een nummer aan.
2. ↑  Deze tabel is bijgewerkt tot en met de meest recente editie (2024).